# トニー・オーバン
トニー・ルイ・アレクサンドル・オーバン（Tony Louis Alexandre Aubin, 1907年12月8日 パリ - 1981年9月21日 同地）はフランスの作曲家・音楽教師。

## 経歴
1925年から1930年までパリ音楽院にてサミュエル・ルソーに和声法を、ノエル・ギャロンに対位法を、フィリップ・ゴーベールに管弦楽法と作曲を、ポール・デュカに作曲を師事。1930年にカンタータ《アクテオン Actéon 》によりローマ大賞を受賞。その後は放送局に勤務した。1944年より1977年までパリ音楽院にて作曲法の教授を務めた。
バレエ音楽や歌劇、劇付随音楽や映画音楽など、舞台音楽の作曲家ではあるが、2曲の交響曲や幾多の管弦楽曲も遺しており、ほかにチェロ協奏曲や室内楽曲、ピアノ曲、合唱曲、歌曲もある。

## 主要作品一覧
声楽曲・合唱曲
- メロドラマ《クレシダ》 Cressida, Melodram （1934年）
- オラトリオ《オルレアンのジャンヌ・ダルク》 Jeanne d'Arc à Orléans （1942年）

舞台音楽
- バレエ Fourberies （1950年/1952年）
- バレエ《フランツ・シューベルトのモチーフによるヴァリアシオン》 Variations （1953年）
- バレエ《ヨハネス・ブラームスのモチーフによるグラン・パ》 Grand pas （1953年）
- 抒情劇 Périls, Lyrisches Drama, （1956年/1958年）
- 歌劇《ゴヤの青春》 La jeunesse de Goya （1968年/1970年）

交響曲
- 第1番《ロマンティック》 "Romantique", （1934年/1936年）
- 第2番  （1944年）

管弦楽曲
- フルートとクラリネット、管弦楽のための《エオリア組曲》 Suite éolienne （1956年）
- 交響的スケルツォ《地獄の狩猟（騎士ペコパン）》 La Chasse infernale (Le chevalier Pécopin), Scherzo Symphonique （1941年/1942年）

室内楽
- 弦楽四重奏曲 Quatuor à cordes, （1930年/1933年）
- チェロとピアノのための《カンティレーナと変奏》 Cantilène variée （1937年）
- ヴァイオリンとピアノのための《コンチェルティネット》 Concertinetto  （1964年）
- フルートとピアノのための《コンチェルティネット「友情」》 Concertinetto del amicizia （1965年）
- バスーンとピアノのための《コンチェルティーノ“Brughiera”》 Concertino della Brughiera （1966/1975年）
- クラリネットとピアノ（または弦楽オーケストラ）のための《嬉遊曲「ためらい」》 Divertimento del incertezza für Klarinette und Klavier oder Streichorchester, 1967年/1973年）
- オーボエとピアノ、弦楽合奏のための《コンチェルティーノ「栗鼠」》 Concertino delle scoiattolo （1970年）
- ヴィオラとピアノのためのPassacaglia dell'addio （1977年）

ピアノ曲
- ピアノ・ソナタ （1930年）
- 前奏曲、レチタティーヴォと終曲 Prélude, Récitatif et Finale （1930年/1933年）

ギター独奏曲
- Hidalgoyas, （1975年）